# 데이비드 베네타
데이비드 베네타(영어: David Benatar, 1966년 ~ )는 남아프리카 공화국의 철학자다. 케이프타운 대학교의 철학 교수이자 철학과 학과장을 역임한 그는 자신이 저술한 《태어나지 않는 것이 낫다 - 존재하게 되는 것의 해악(better never to have been, 2006)》에서 반출생주의의 논거를 정리하였다. 그의 주장에 따르면 태어나게 되는 것은 해악이며 따라서 출산 등 의식적인 존재를 만드는 것은 도덕적으로 잘못된 행위이다.

## 생애
케이프타운 대학교에서 생명 윤리 센터를 설립한 건강 전문가인 솔로몬 베네타(Solomon Benatar)의 아들로 태어났다. 그는 사생활 보호에 철저해서 개인적인 삶에 대해서는 알려진 바가 거의 없다. 그는 어린 시절부터 반출생주의적 견해를 가졌다.